# SuperM (мини-альбом)
SuperM  (также известный под расширенным названием SuperM — 1st Mini Album) — одноимённый дебютный мини-альбом южнокорейской супергруппы SuperM. Он был выпущен 4 октября 2019 года на лейблах SM Entertainment и Capitol Records.
CD-версия мини-альбома имеет восемь различных версий: одну индивидуальную версию для каждого участка и одну общую версию. Альбом дебютировал на вершине чарта альбомов Billboard 200, сделав SuperM первым корейским исполнителем, возглавившим чарты с дебютным релизом, а также четвёртым релизом на корейском языке, дебютировавшем на первом месте.

## Предыстория
В 2019 году, до официального анонса дебюта SuperM, ходили слухи, что SM Entertainment планирует дебютировать группу «K-pop Super Boy Band». 7 августа 2019 года председатель Capitol Music Group Стив Барнетт и основатель SM Entertainment Ли Су Ман официально объявили группу SuperM на мероприятии «Capitol Congress» 2019 года. Все участники SuperM были собраны из существующих бой-бэндов лейбла SM Entertainment. Так, Бэкхён и Кхаи дебютировали в 2012 году в группе Exo, Тхэмин в Shinee в 2008, а Тхэён, Тхэн, Лукас и Марк дебютировали в бой-бэнде NCT и его юнитах NCT 127, NCT U, NCT Dream и WayV. Таким образом, они представляют собою концепцию супергруппы.

## Выпуск и продвижение
После объявления официального дебюта, 28 августа в официальных социальных сетях SM Entertainment появилось рассписание к предстоящему дебюту. До дебюта у группы выходили концепт-фото и видео с участниками группы и тизеры к трекам. 4 октября состоялся дебют группы с их альбомом-эпонимом, заглавным треком стал «Jopping» к которому вышла экранизация в виде клипа. Бой-бэнд должен был продвигаться по США и Корее. Однако, после дебюта группа не начала продвигаться по корейским музыкальным шоу, в отличие от других айдол-групп. Супергруппа провела свой дебютный концерт в Лос-Анджелесе в здании Кэпитол Рекордс, а уже 9 октября они дебютировали на американском телевидении на «Шоу Эллен Дедженерес». Еще 2 октября было объявлено о туре под названием «We Are the Future Live», билеты поступили в продажу 5 октября. В нём содержались города стран США, Канады и Мексики. Последние концерты состоялись в Франции и Великобритании. Также, они должны были посетить Токио, но из-за пандемии COVID-19 концерт пришлось отменить. В этом туре они не посетили Корею.

### Варианты изданий
Альбом выпущен в цифровой дистрибуции 4 октября 2019 года. Физическая версия в виде компакт-диска вышла в продажу в этот же день. Она существует в восьми различных версиях: семь индивидуальных версий с каждым участником и одна общая.

## Приём

### Коммерческий успех
SuperM дебютировали на первом месте в американском Billboard 200 с 168 000 эквивалентными единицами из них 164 000 стали чистыми продажами. Альбом всего продержался в чарте семь недель. Всего продаж в США составило 228 тысяч. В Южной Корее альбом дебютировал на третьем месте в чарте еженедельных альбомов Gaon, было продано 153 590 копий всего за один день. Он также попал в японский чарт Billboard Japan на 5 место. Всего в Японии было продан 28 тысяч копий. Релиз также попал в европейские чарты. В Литве, в чарте AGATA у альбома получилось попасть на 39-е место, в Эстонии в чарте Eesti Ekspress на 26-м месте, в Франции в чарте SNEP на 11-м месте, и в Польше ZPAV на 29 место.

### Приём критиков
Нил З. Юнг из AllMusic оценили альбом на 3,5 звёзд, подведя итог, что «SuperM оставили свой след в истории K-pop и подготовили почву для дальнейшего развития».

## Список композиций
| №                   | Название                                                  | Текст песни                                        | Музыка | Аранжировка         | Длительность |
| ------------------- | --------------------------------------------------------- | -------------------------------------------------- | --- | ------------------- | ------------ |
| 1.                  | «Jopping»                                                 | Тэй Джаспер Адриан Маккиннон Jam Factory Юбин Хван | Грег Бонник Хайден Чепмен Тэй Джаспер Адриан Маккиннон Насла Джонс Джеффри МакКрей Закари Чикойн Маркус Скаутт | LDN Noise Ю Ён-Чжин | 4:11         |
| 2.                  | «I Can't Stand the Rain»                                  | Kenzie                                             | Томас Троелсен Сэм Мартин Kenzie                                                                               | Kenzie              | 3:28         |
| 3.                  | «2 Fast» (перформанс Тэмин, Бэкхён, Марк и Лукас)         | Danke                                              | Грег Бонник Хайден Чепмен Адриан Маккиннон Ebenezer                                                            | LDN Noise           | 3:00         |
| 4.                  | «Super Car» (перфоманс Тэмин, Бэкхён, Тэён, Тэн, и Марка) | Jam Factory                                        | Moonshine Бобил Льюис Шарите Викен                                                                             | Moonshine           | 3:34         |
| 5.                  | «No Manners» (перформанс Тэмин, Кай, Тэён и Тэн)          | Jam Factory Тхэён                                  | Джонатан Сантана Шэй Джейкобс Тайлер Холмс Тхэён                                                               | Джонатан Сантана    | 3:03         |
| 6.                  | «Jopping» (Instrumental)                                  |                                                    | |                     | 4:11         |
| 7.                  | «I Can't Stand the Rain» (Instrumental)                   |                                                    | |                     | 3:28         |
| Общая длительность: | Общая длительность:                                       | Общая длительность:                                | Общая длительность:                                                                                            | Общая длительность: | 24:57        |

## Чарты
| Чарты (2019)                             | Высшая позиция |
| ---------------------------------------- | -------------- |
| Бельгия/Фландрия (Ultratop)              | 130            |
| Канада (Canadian Albums Chart)           | 38             |
| Эстония (Eesti Ekspress)                 | 26             |
| Франция (SNEP)                           | 11             |
| Япония (Oricon)                          | 7              |
| Япония (Billboard Japan)                 | 5              |
| Lithuanian Albums (AGATA)                | 39             |
| Польша (ZPAV)                            | 34             |
| Республика Корея (Gaon)                  | 3              |
| Великобритания (UK Digital Albums Chart) | 19             |
| США Billboard 200                        | 1              |
| США World Albums (Billboard)             | 1              |

| Чарты (2019)                 | Позиция |
| ---------------------------- | ------- |
| Республика Корея (Gaon)      | 33      |
| США Billboard 200            | 185     |
| США World Albums (Billboard) | 2       |

## Победы
| Критик/Публицист         | Лист                                     | Песня                    | Ранг | Ссылка |
| ------------------------ | ---------------------------------------- | ------------------------ | ---- | ------ |
| Dazed                    | 20 лучших K-pop песен 2019 года          | «Jopping»                | 15   | [ 34 ] |
| Billboard                | 25 лучших K-pop песен 2019 года          | «Jopping»                | 25   | [ 35 ] |
| South China Morning Post | 10 лучших K-pop песен 2019 года          | «Jopping»                | 7    | [ 36 ] |
| BuzzFeed                 | Лучшие музыкальные K-pop видео 2019 года | «Jopping»                | 13   | [ 37 ] |
| MTV                      | Лучше K-pop B-сайд треки 2019 года       | «2 Fast»                 | 12   | [ 38 ] |
| Refinery29               | Лучшие K-Pop песни 2019 года             | «I Can't Stand The Rain» | 10   | [ 39 ] |
| PopCrush                 | Лучший поп альбом 2019 года              | SuperM                   | н/д  | [ 40 ] |
|                          |                                          |                          |      |        |